# Gorgast
Gorgast är en ort och kommundel (Ortsteil) i Oderbruch i östra Tyskland, administrativt tillhörande kommunen Küstriner Vorland och Amt Golzow i Landkreis Märkisch-Oderland, Brandenburg. Befolkningen uppgick till 833 invånare 2006.
I orten ligger Fort Gorgast, ruinen av ett av fästningsstaden Küstrins yttre befästningsverk och en av fästningens mer välbevarade delar. Ortens herrgård tillhörde tidigare den brandenburgska Johanniterorden och den nuvarande byggnaden uppfördes 1840. Herrgårdens park anlades av Peter Joseph Lenné på 1800-talet.
Orten har en järnvägsstation på den gamla Preussiska östbanan, som idag trafikeras med regionaltåg västerut mot Berlin-Lichtenberg och österut mot Kostrzyn nad Odrą på andra sidan polska gränsen. Strax söder om orten passerar Bundesstrasse 1 i öst-västlig riktning.